# Комплекс будинків по вулиці Стрийській, 44—48
Комплекс будинків по вулиці Стрийській, 44—48 — комплекс житлових будинків у Галицькому районі Львова, на вулиці Стрийській № 44—48. Статус пам'яток архітектури місцевого значення мають будинки № 44 (охоронний № 2200) і № 46-а (охоронний № 2201).

## Історія
На місці, де стоять сучасні будинки № 44—48, на початку XX століття розміщувалися дерев'яні бараки для безробітних. У 1935—1936 роках тут збудували шість будинків в актуальному для тогочасного Львова стилі функціоналізму. Ці будинки в архітектурному плані були подібні до сусіднього житлового комплексу № 36—42, зведеного кількома роками раніше, тому разом вони утворили своєрідний мікрорайон, відомий серед львів'ян під назвою «На Гірці».
За радянських часів у будинку № 44 містився ремонт взуття.

## Опис
Комплекс складається із шести чотириповерхових будинків, розділених вулицею Дзиндри на дві групи: №№ 44, 44-а і 46-а та №№ 46-б, 46-в і 48. До другої групи будинків за радянських часів добудували більш сучасний чотириповерховий будинок, який має адресу вул. Дзиндри, 1а, що деякою мірою порушило архітектурну цілісність комплексу.
Будинки даного житлового комплексу — характерні представники популярного на початку 1930-х років стилю функціоналізму. Фасади будинків дещо відрізняються в деталях, але об'єднані притаманними функціоналізму рисами: строгою геометричністю об'ємів, заокругленням кутів, великими прямокутними вікнами. Функціоналістичну стриманість фасадів пом'якшують архітектурні «родзинки» — вхідні портали (у будинку № 44-а — симетричний, фланкований напівкруглими колонами, у будинку № 46 — навпаки, асиметричний), металеві решітки балконів будинку № 46, виконані у вигляді горизонтальних подвоєних і потроєних стрічок, здвоєні великі вікна у масивних прямокутних лиштвах у будинку № 48, маленькі круглі віконця у будинках № 46-а і № 48.
У під'їздах будинків подекуди збереглося мармурове облямування та декоративна підлогова плитка.

## Мешканці
У будинку № 46 у 1938—1941 роках проживав радянський письменник Ярослав Галан. У 1959 році, в десяту річницю смерті письменника, на його честь на будинку встановили меморіальну дошку із сірого мармуру. У травні 2017 року дошку демонтували в рамках декомунізації.

## Галерея

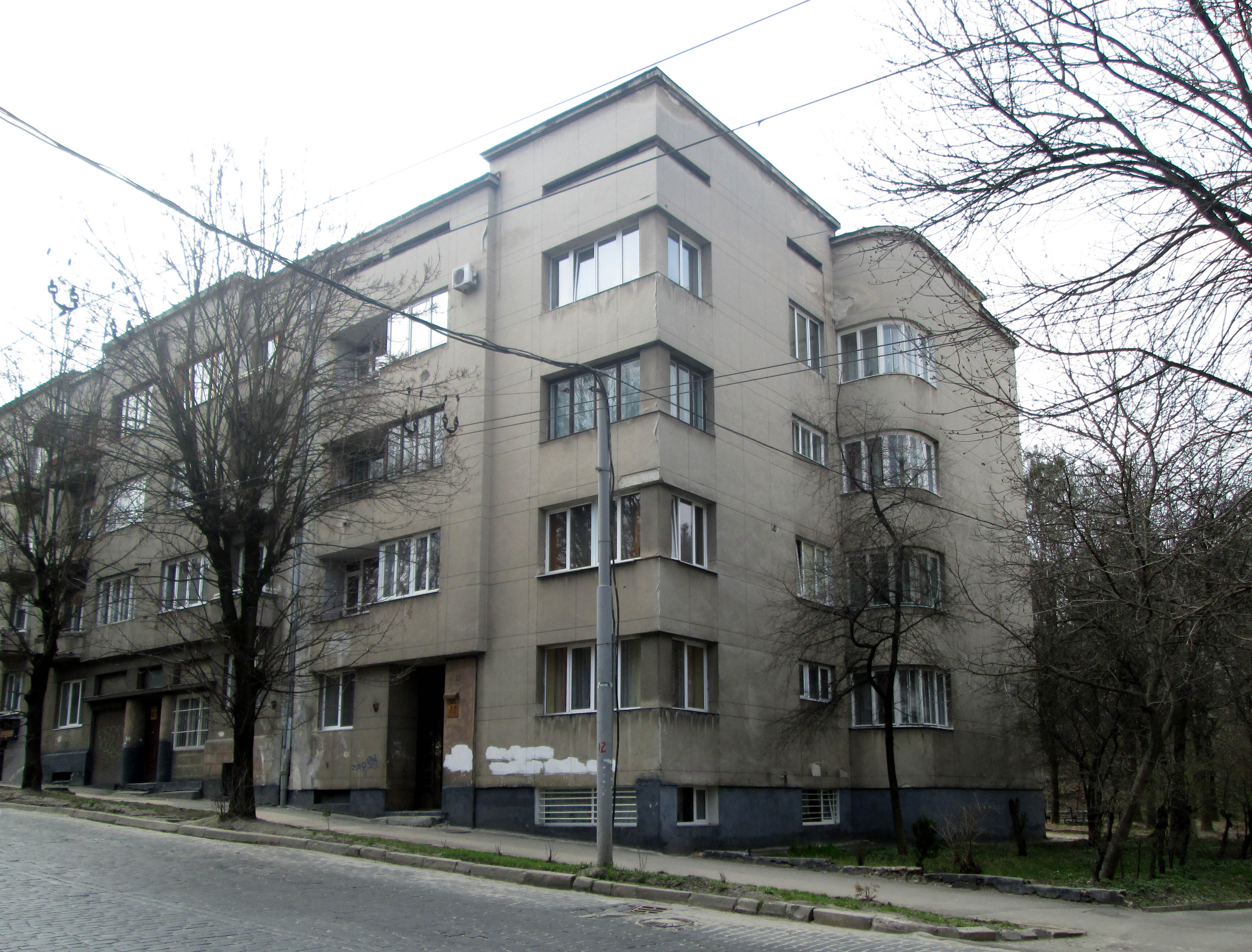
Будинок № 44
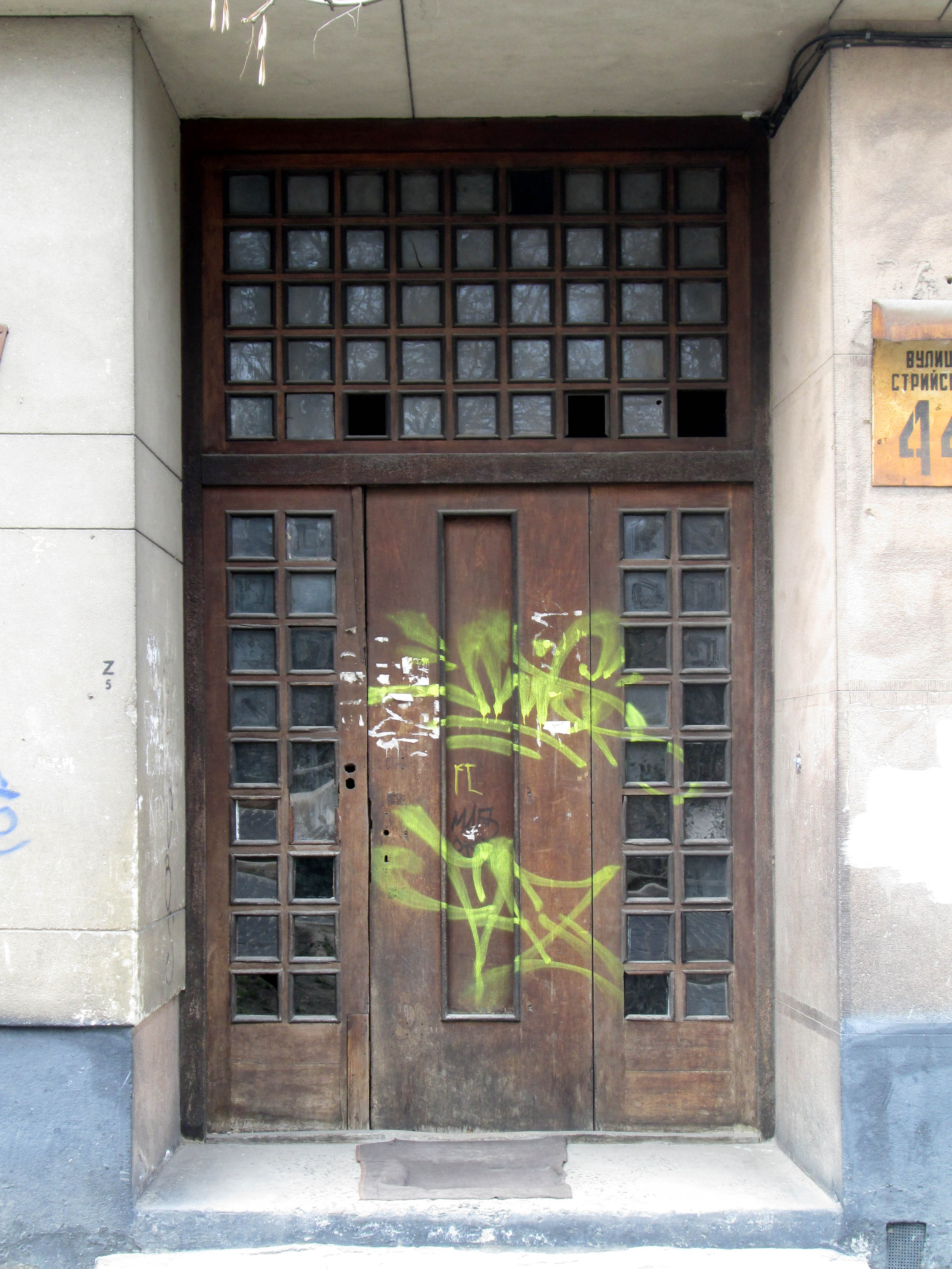
Вхідні двері будинку № 44
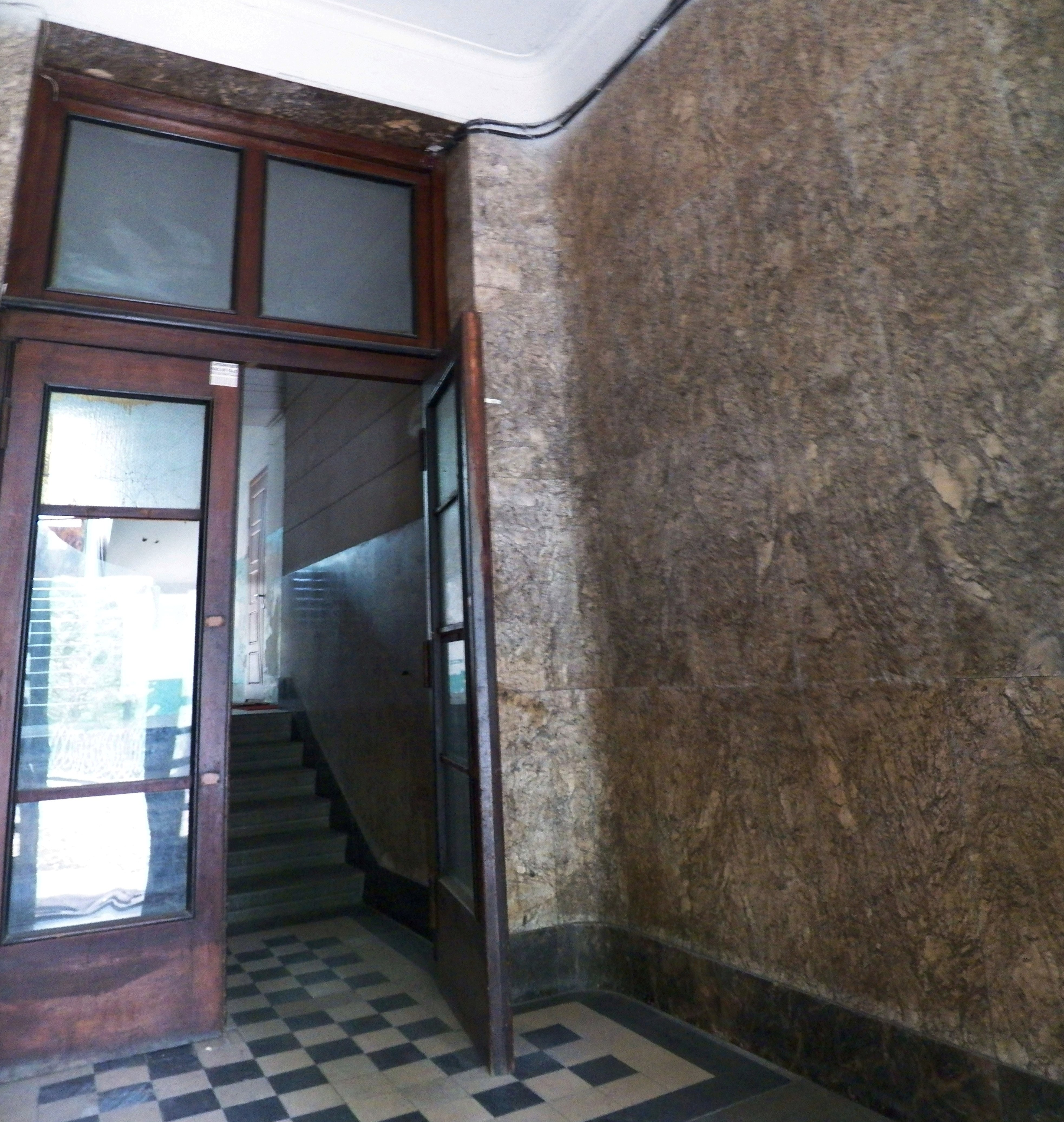
Під'їзд будинку № 44
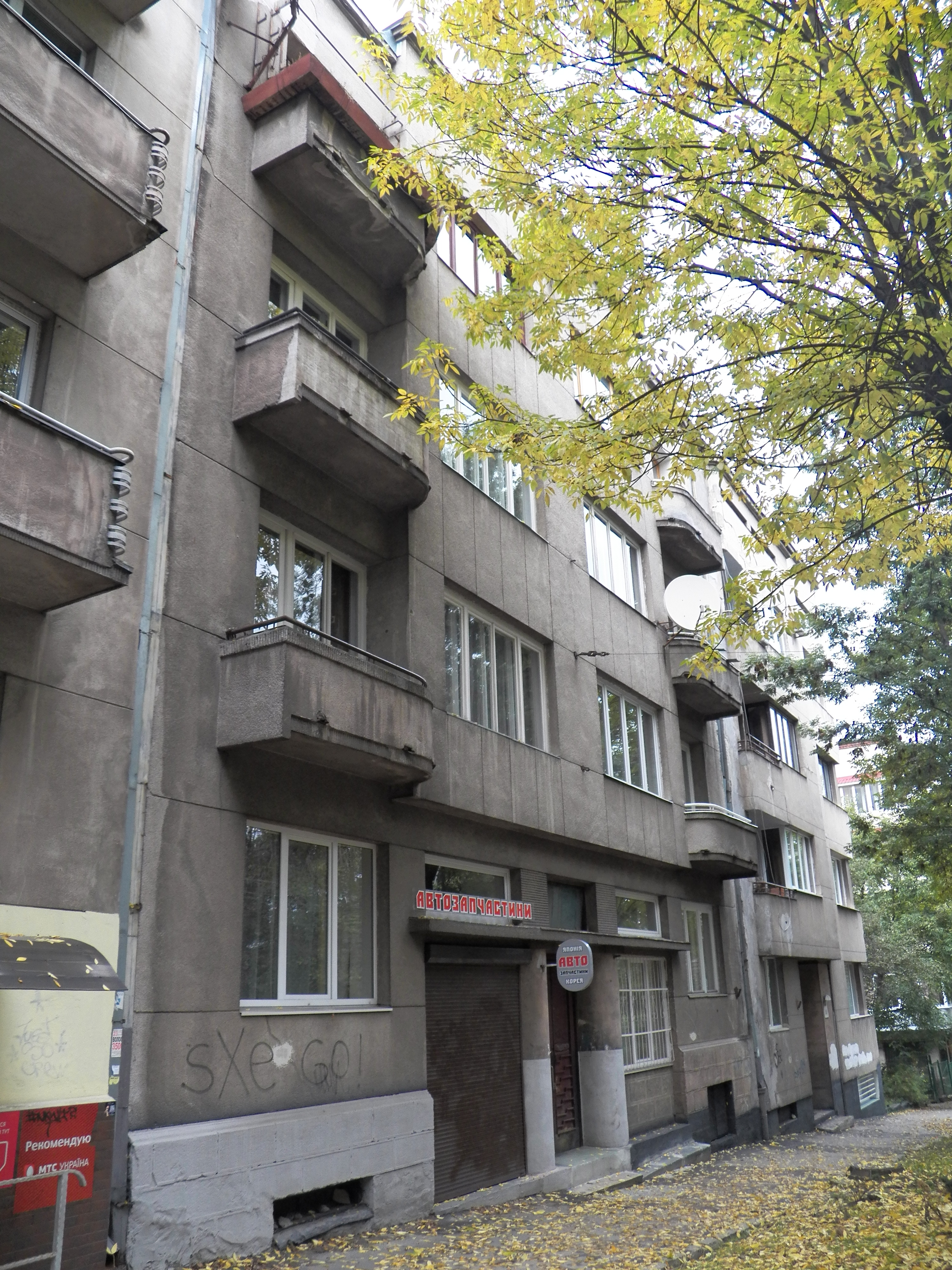
Будинок № 44-а
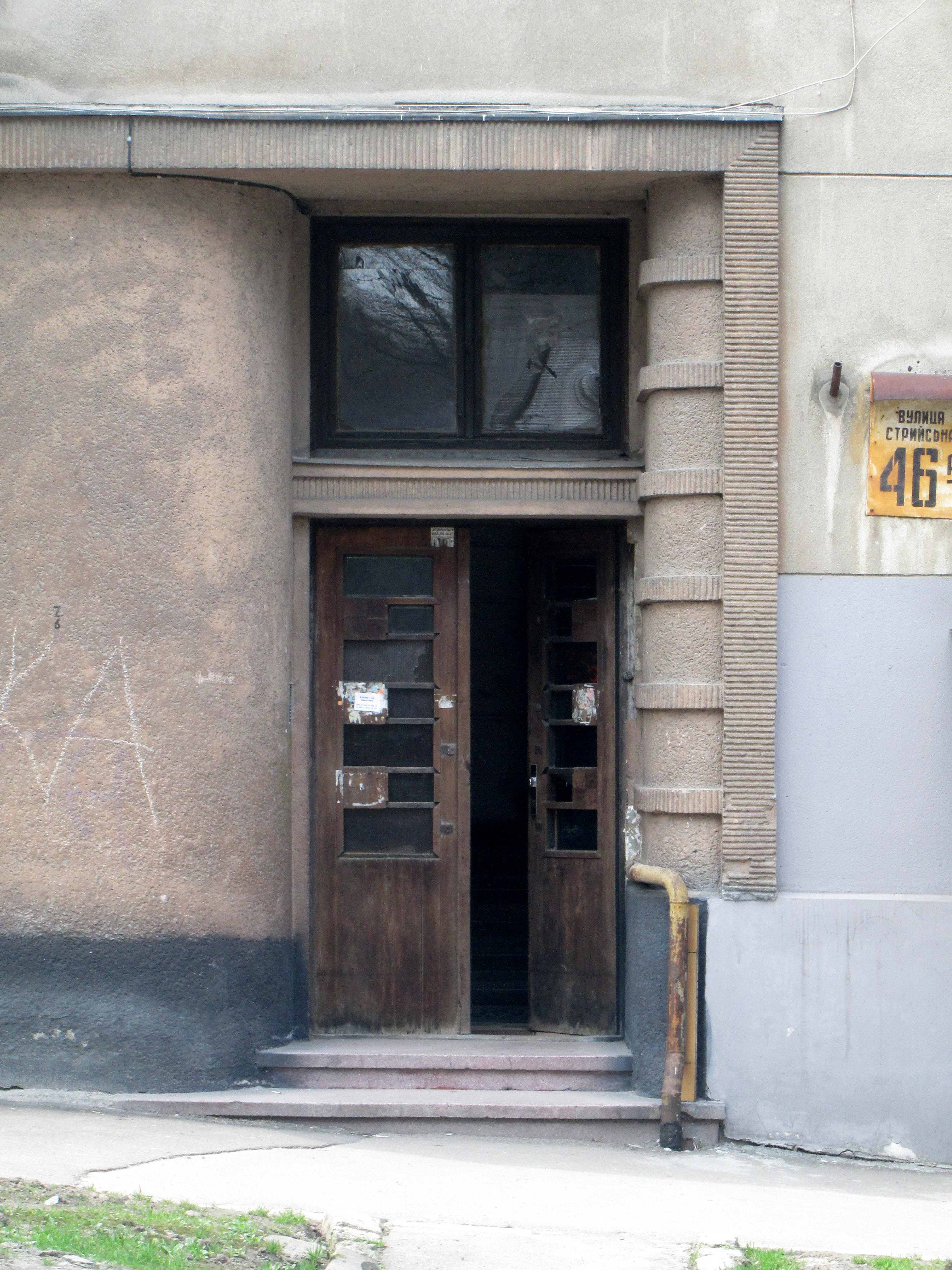
Вхідний портал будинку № 46-а
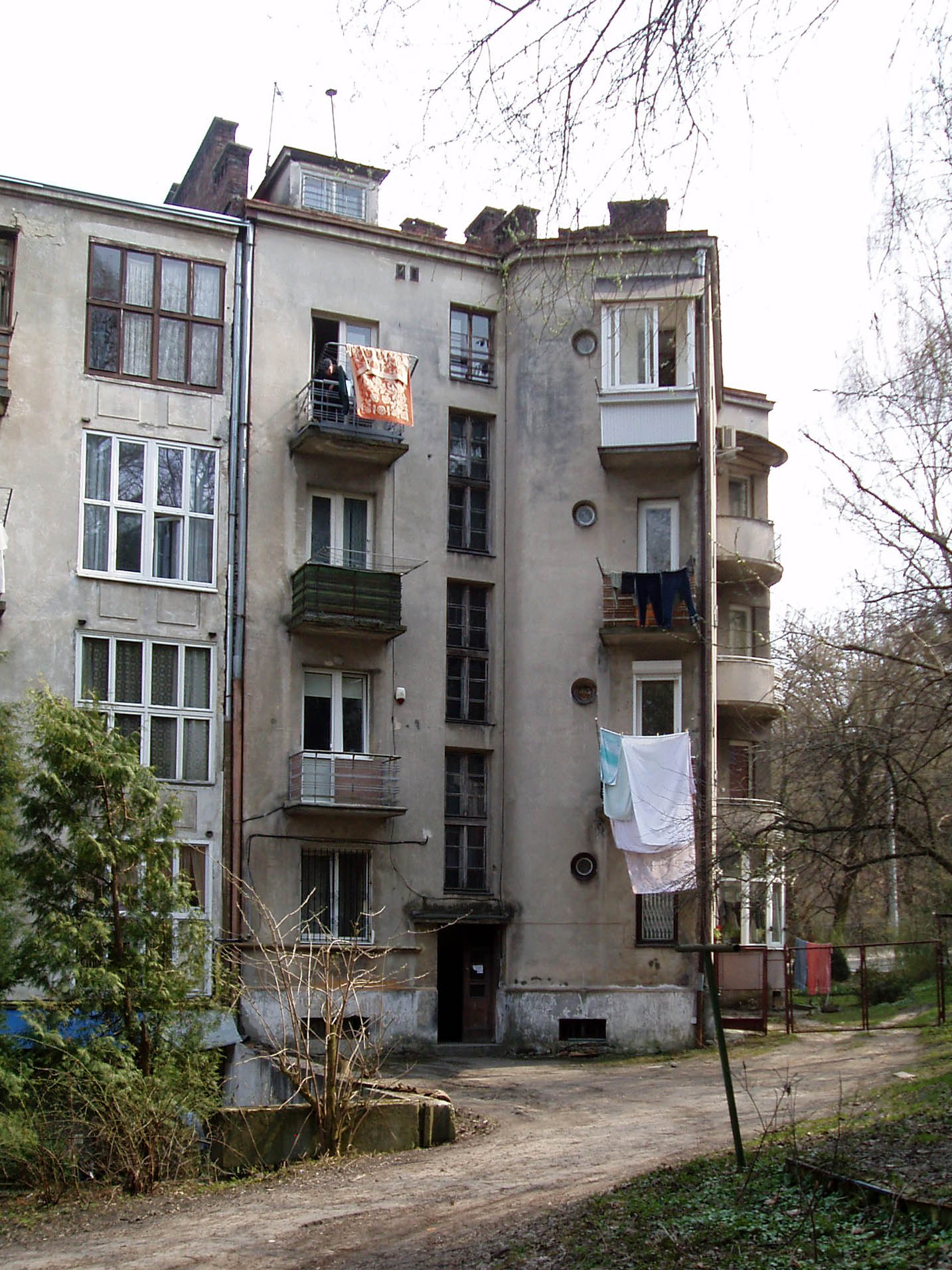
Тильний фасад будинку № 46-а